# Alfred Schickel
Alfred Schickel (* 18. Juni 1933 in Aussig, Tschechoslowakei; † 30. September 2015 in Kipfenberg) war ein deutscher Historiker und Publizist. Er war Gründer und Leiter der geschichtsrevisionistischen Zeitgeschichtlichen Forschungsstelle Ingolstadt (ZFI).

## Leben
Nach der Vertreibung der Deutschen aus der Tschechoslowakei siedelte sich Schickels Familie im Schwarzwald an. Nach dem Abitur auf dem Jesuitenkolleg in St. Blasien 1954 studierte Schickel bis 1960 Geschichte und Philosophie an der Ludwig-Maximilians-Universität München. Von 1959 bis 1960 war er Landesvorsitzender des Rings Christlich-Demokratischer Studenten in Bayern. Bis 1967 arbeitete er als Studienpräfekt am Studienseminar St. Canisius in Ingolstadt und promovierte 1966 bei Siegfried Lauffer mit einer Arbeit über Römische Rechtsgeschichte.
Hauptberuflich wurde Schickel ohne Lehramtsprüfung Geschichtslehrer am katholischen Gnadenthal-Gymnasium in Ingolstadt. 1974 bis 1995 war er Leiter des Katholischen Stadtbildungswerkes in Ingolstadt. 1981 übernahm er die Leitung des ZFI. Ferner war er als freier Mitarbeiter für die Frankfurter Allgemeine Zeitung, Die Welt, den Bayerischen und den Hessischen Rundfunk tätig.
Schickel veröffentlichte vor allem zu Themen der Zeitgeschichte. Seit Mitte der 1980er Jahre wurden seine Arbeiten zunehmend kritisiert. Sein 1984 erschienenes Buch über Deutsche und Polen wurde als eine „allzu einseitige Aufrechnung“ des Autors, dessen Herz „deutsch“ schlage und nationalsozialistische Verbrechen kaum notiere, dagegen jeden Fehler der polnischen Regierung erwähne, bewertet. Seine Beiträge für das Magazin Mut brachten ihm den Vorwurf ein, die deutsche Schuld der NS-Vergangenheit relativieren zu wollen. Dass Schickel die Schuld Deutschlands am Zweiten Weltkrieg leugnete und stattdessen den US-Präsidenten Roosevelt dafür verantwortlich machte, brachte ihm ebenfalls herbe Kritik von Historikern ein. Für Wolfgang Wippermann geht „Schickels Geschichtsrevisionismus […] in einen politischen, auf die Veränderung des status quo abzielenden Revisionismus über.“
1980 schrieb Schickel in dem Blatt Deutschland in Geschichte und Gegenwart des revisionistischen Tübinger Grabert-Verlags, die Zahl von sechs Millionen ermordeter Juden werde „heute in der zeitgeschichtlichen Wissenschaft nicht mehr ernsthaft vertreten“. Die Ermordung von 500.000 Sinti und Roma bezeichnete er 1981 in Criticón als „neueste Zahlenfiktion“, die „mit der gleichen unkritischen Beflissenheit unters Volk gebracht [worden sei] wie die Millionenzahlen zuvor“.
Schickel wurde 1989 mit dem Kulturpreis für Wissenschaft der Sudetendeutschen Landsmannschaft ausgezeichnet. 1989 erhielt er auf Vorschlag des bayerischen Ministerpräsidenten Max Streibl das Bundesverdienstkreuz am Bande. Die Verleihung des Bundesverdienstordens war Gegenstand einer Kleinen Anfrage im Bundestag und wurde auch in der Presse scharf kritisiert. So schrieb der Spiegel im November 1993: „Selbst Nazi-Protagonisten […] wurden […] geehrt: Alfred Schickel, der sich als rechtsradikaler Historiker um die Entschuldung des Nationalsozialismus müht.“
Schickel schrieb unter anderem für die Junge Freiheit und die Preußische Allgemeine Zeitung. Er veröffentlichte mehrere Bücher im rechtsextremen Grabert-Verlag und war häufiger Gast im Studienzentrum Weikersheim.
Wegen seiner Nähe zu rechtsextremen Kreisen war Schickels Leitung einer Vortragsreihe zum Zweiten Weltkrieg an der Volkshochschule Ingolstadt stark umstritten. Der Ingolstädter Stadtrat entschied im Februar 1995 jedoch, an Schickels Lehrauftrag festzuhalten. Im September 1996 räumte die Bundesregierung jedoch auf Anfrage der PDS erstmals ein, dass Schickel Auffassungen äußere, die „teilweise denen entsprechen, wie sie von Rechtsextremisten vertreten werden“.

## Privates
Schickel war verheiratet und hatte drei Kinder, davon einen Sohn, der ebenfalls Geschichtslehrer ist. Er verbrachte seinen Lebensabend im oberbayrischen Dunsdorf, einem Ortsteil von Kipfenberg, wo er auch starb.

## Ehrungen und Auszeichnungen
- Wahl zum Mitglied der Sudetendeutschen Akademie der Wissenschaften und Künste (1980)
- Egon-Schwarz-Preis für Publizistik (1986)
- Dr. Walter-Eckhardt-Ehrengabe für Zeitgeschichtsforschung (1986)
- Kulturpreis für Wissenschaft der Sudetendeutschen Landsmannschaft (1989)
- Bismarck-Medaille
- Bundesverdienstkreuz am Bande des Verdienstordens der Bundesrepublik Deutschland (1989)

## Veröffentlichungen
- Die Repetundensummen in Ciceros Verrinen. München, Phil. F., Diss. v. 14. Okt. 1966., München 1966.
- Der Friedensvertrag von Versailles. Bundeszentrale für Politische Bildung, Bonn 1969.
- Die Nationalversammlung von Weimar. Personen, Ziele, Illusionen vor Fünfzig Jahren. Bundeszentrale für Politische Bildung, Bonn 1969.
- mit Otto Maurer: Festschrift zum 50jährigen Bestehen des Studienseminars Canisiuskonvikt Ingolstadt. Ingolstadt 1970.
- Fragen, Argumente und Probleme zur Ostpolitik. Der Vertrag von Moskau der Vertrag von Warschau u. d. Problematik um d. Münchener Abkommen; Werkmappe. Ackermann-Gemeinde, München 1972.
- Festschrift zum 700jährigen Jubiläum des Klosters St. Johannes im Gnadenthal zu Ingolstadt an der Donau 1276–1976. Ingolstadt 1976
- Die polnischen Kriegsverluste. 1939–1945. Stadelmeier, Ingolstadt 1978.
- Weichenstellung in die Katastrophe. Zur Vorgeschichte des deutsch-polnischen Krieges. Staats- und Wirtschaftspolitische Gesellschaft e. V. SWG, Hamburg 1979.
- Zeitgeschichte am Scheidewege. Anspruch und Mängel westdeutscher Zeitgeschichte. 2. Auflage. Naumann, Würzburg 1981.
- Geheimdokumente enthüllen. Das deutsch-polnische Verhältnis nach US-Botschaftsberichten. Staats- und Wirtschaftspolitische Gesellschaft, Hamburg 1983, ISBN 3-88527-055-2.
- Priester und Laien gegen den Nationalsozialismus im Bistum Eichstätt. Zeitgeschichtliche Erinnerung an einen vergessenen Widerstand. Zeitgeschichtliche Forschungsstelle Ingolstadt, Ingolstadt 1983.
- Deutschland und die USA. Vom Ersten Weltkrieg bis zum Dritten Reich : eine Zwischenbilanz. MUT-Verlag, Asendorf 1984.
- Deutsche und Polen. Ein Jahrtausend gemeinsamer Geschichte. Lübbe, Bergisch Gladbach 1984, ISBN 3-7857-0364-3.
- Vergessene Zeitgeschichte. Ergänzungen und Korrekturen zur deutschen, polnischen und amerikanischen Zeitgeschichte. Ullstein, Frankfurt am Main 1985, ISBN 3-548-33047-9.
- Die Deutschen und ihre slawischen Nachbarn. Materialien zur Ostkunde. Ullstein, Herbig, Frankfurt am Main/Berlin/München 1985, ISBN 3-548-33049-5.
- Von Grossdeutschland zur deutschen Frage 1938–1949 ; Stationen deutscher Zeitgeschichte im kritischen Gegenlicht. MUT-Verlag, Asendorf 1986, ISBN 3-89182-023-2.
- Die Vertreibung der Deutschen. Geschichte, Hintergründe, Bewertungen. 2. Auflage. MUT, Asendorf 1987, ISBN 3-89182-014-3.
- Als Herausgeber: Aus den Archiven. Funde der Zeitgeschichtlichen Forschungsstelle Ingolstadt 1981 bis 1992. Herbig, München/Berlin 1993, ISBN 3-7766-1701-2.
- Geschichte Südmährens. Band 2. 1918-1946. Verlag des Südmährischen Landschaftsrates Geislingen/Steige, Geislingen an der Steige 1996, ISBN 3-927498-18-1.
- Geschichtliche Korrekturen. Wie in Wissenslücken geschichtliche Unwahrheiten wuchern. In: Vierteljahreshefte für freie Geschichtsforschung. Band 1, Nr. 3 (1997), S. 199 ff.
- mit Gerald Frodl: Geschichte Südmährens. Band 3: Die Geschichte der deutschen Südmährer von 1945 bis zur Gegenwart. Verlag des Südmährischen Landschaftsrates Geislingen/Steige, Geislingen an der Steige 2001, ISBN 3-927498-27-0.
- Alfred Schickel (Hrsg.): Kein Dogma! Kein Verbot! Kein Tabu! Dem Historiker gehört die Geschichte. Parlament und Justiz mögen schweigen. Festschrift für Franz W. Seidler. Pour le Mérite Verlag, Selent 2008, ISBN 978-3-932381-44-7.